# Trachycosmus sculptilis
Trachycosmus sculptilis är en spindelart som beskrevs av Simon 1893. Trachycosmus sculptilis ingår i släktet Trachycosmus och familjen Trochanteriidae. Inga underarter finns listade i Catalogue of Life.